# تپه چشمه میرزا
تپه چشمه میرزا مربوط به سده‌های میانه دوران‌های تاریخی پس از اسلام است و در شهرستان کوهدشت، بخش طرهان، دهستان طرهان، ۶۵۰ متری جنوب غربی روستای چشمه میرزا واقع شده و این اثر در تاریخ ۲۲ اسفند ۱۳۸۵ با شمارهٔ ثبت ۱۸۲۳۵ به‌عنوان یکی از آثار ملی ایران به ثبت رسیده است.